# Армянский институт международного права и политологии
Армянский институт международного права и политологии, АИМПП (арм. Մոսկվայի միջազգային իրավունքի և քաղաքագիտության հայկական ինստիտուտ, ՄԻՔՀԻ) — учреждение в Москве, занимающееся внешнеполитическими и международно-правовыми аспектами современных международных отношений Армении и России, русско-армянских отношений, права народов и права человека, мирного урегулирования конфликтов нового поколения, проблемы армянской диаспоры и т. д. Директором Института являлся доктор юридических наук, профессор международного права Юрий Барсегов.

## История
Институт создан в октябре 2000 году при общероссийской общественной организацией Союз армян России.
АИМПП проводит независимые исследования политических и международно-правовых вопросов в области армяно-российских отношений и внешней политики Армении и России по определяемой им тематике. В контексте этой основной цели Институт дает экспертные заключения по всем публичным заявлениям Союза армян России.
Формы научной деятельности Института включают подготовку монографий и статей, аналитических записок и обзорных материалов, проведение ситуационных анализов и симпозиумов, участие в международных конференциях, в первую очередь, по проблемам арменоведения.
В сферу основных направлений исследований Института входит широкий круг вопросов, относящихся к внешнеполитическим и международно-правовым аспектам современных международных отношений Армении и России, русско-армянским отношениям, права народов и права человека, мирное урегулирование конфликтов нового поколения, проблемы армянской диаспоры и т. д.
Основные направления изучений АИМПП:
- Армянский вопрос в мировой политике и его международно-правовые аспекты;
- Геноцид армян (периодизация; намерение как субъективный элемент состава преступления; политические и правовые последствия геноцида; признание как вопрос политики и права; проблема всеобъемлющего урегулирования армяно-турецких отношений и др.);
- Карабахский вопрос в свете международного права и политики;
- Перспективы установления мира в армяно-турецких и армяно-тюркских отношениях;
- Проблема транзита и доступа Армении (как внутриконтинентального государства) к морю и от моря в свете современного международного права;
- Потенциал стратегического союза между Россией и Арменией;
- Факторы, влияющие на формирование интересов России на Южном Кавказе и в ближневосточном регионе.

Институт также изучает и другие вопросы, имеющие отношение в широком контексте к различным аспектам военно-стратегической и экономической безопасности Армении.

## Публикации
- Барсегов Ю. Г. Геноцид армян — преступление по международному праву. — XXI Век — Согласие, 2000. — 240 p. — ISBN 5293000292.
- «Пантюркизм в геостратегии Турции на Кавказе» (автор А. Сваранц);
- «Турецкая доктрина международного права на службе политики геноцида» (Юрий Барсегов).
- «Геноцид армян: ответственность Турции и обязательство мирового сообщества. Документы и комментарий.» В 2-х томах. (Юрий Барсегов).